# Dzbaniwo kalebasowe
Dzbaniwo kalebasowe, krescencja, drzewo kalebasowe (Crescentia cujete) – gatunek drzewa tropikalnego należący do rodziny bignoniowatych (Bignoniaceae). Pochodzi z Ameryki Środkowej, gdzie rośnie od południowego Meksyku po Kolumbię, poza tym na wyspach karaibskich. Rozprzestrzenił się w strefie międzyzwrotnikowej jako roślina uprawiana i dziczejąca. Ze względu na wielowiekową tradycję uprawy trudne do ustalenia jest dokładne miejsce pochodzenia.

## Morfologia

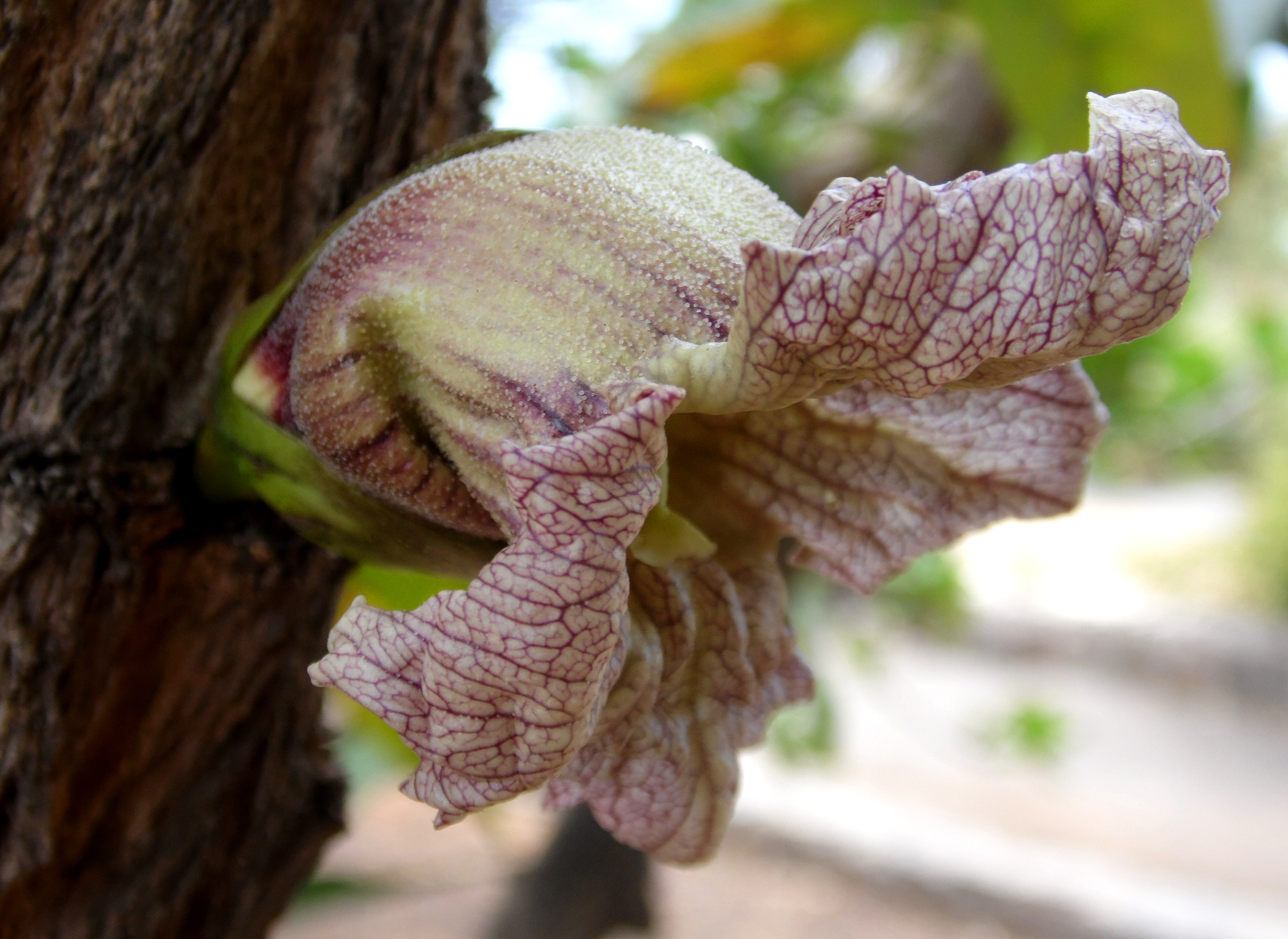
Kwiat

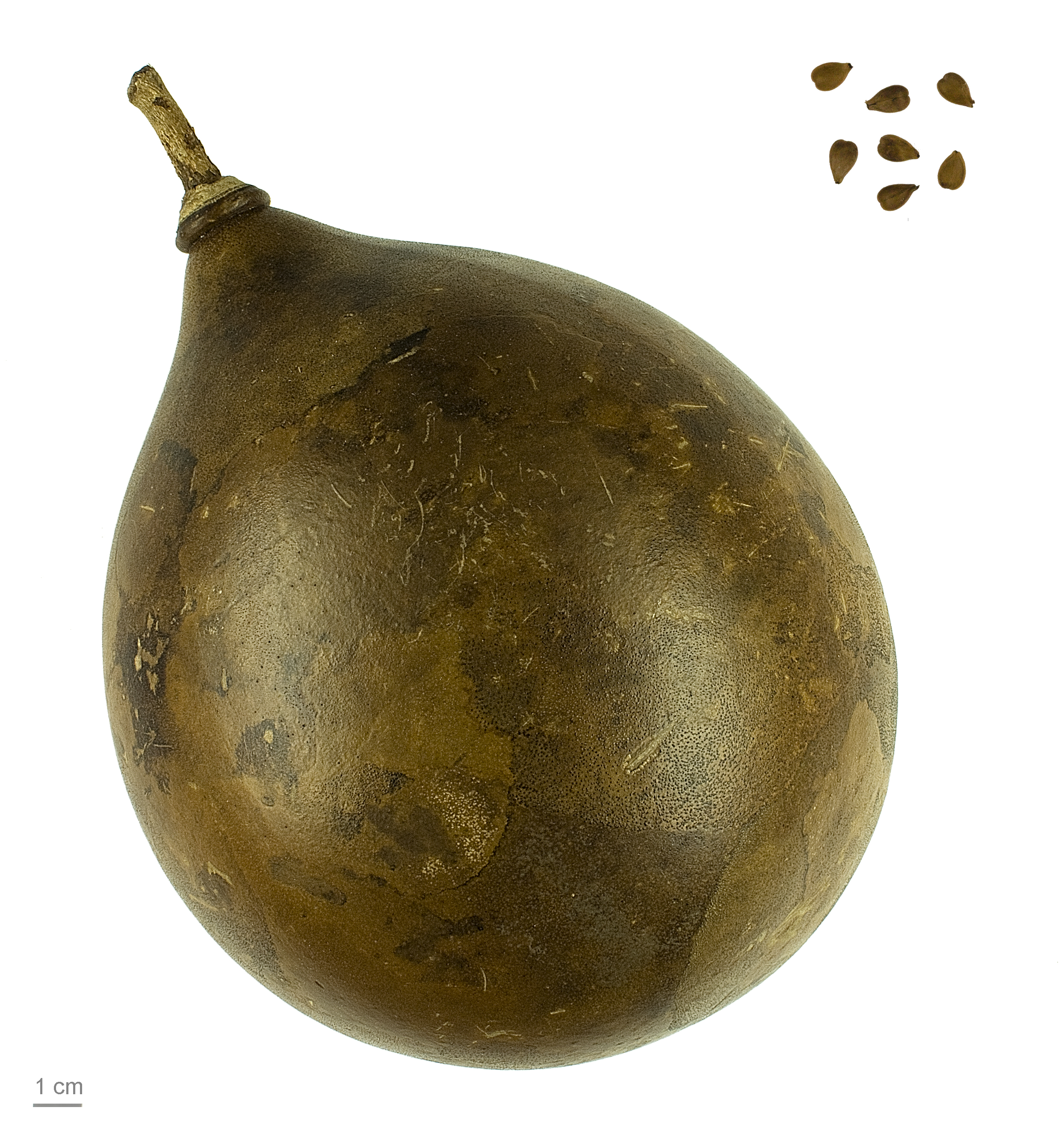
Owoc i nasiona

PokrójNiewielkie drzewo o wysokości do 10 m, często wielopniowe.
LiścieTworzą skupienia w węzłach, podługowate, całobrzegie, o długości do 12 cm.
KwiatyWyrastają prosto z pnia i grubszych konarów (kaulifloria). Korona brudnofioletowa z ciemniejszymi żyłkami, o zgiętej rurce wewnątrz jaśniejszej (zielonkawo-żółtej) i pięciu wywiniętych płatkach o średnicy kilku centymetrów.
OwoceZielone, okrągłe, czasem eliptyczne torebki, o średnicy do 30 cm. Owocnia zdrewniała, gruba, wewnątrz wypełniona jest luźną tkanką, której duże przestwory międzykomórkowe nadają białą barwę. Wewnątrz miąższu znajdują się liczne, czarne nasiona.

## Biologia i ekologia
Kwiaty rozwijają się od maja do stycznia i zapylane są przez nietoperze. Owoce dojrzewają przez siedem miesięcy. Miąższ owoców i zawarte w nim nasiona na surowo są trujące. W roślinie stwierdzono obecność m.in. kwasu winowego, cytrynowego, chlorogenowego i garbników.
Gatunek ten należy do nielicznych gatunków drzewiastych porastających sawannę zalewową na okresowo podtapianych nizinach przyatlantyckich. Drzewa rosną zwykle pojedynczo, czasem w towarzystwie paurotisa drzewiastego (Paurotis wrightii).

## Zastosowanie
Zdrewniała skorupa owocu służy do wytwarzania naczyń i instrumentów muzycznych, tzw. marakasów. Ze zdrewniałych owocni wykonuje się misy oraz naczynia do parzenia yerba mate zwane tykwami, kalebasami lub mate. Owoce wykorzystywane były przez ludność tubylczą Ameryki Środkowej także do maskowania się podczas polowań. Łowca po wykrojeniu odpowiednich otworów wkładał twardą owocnię na głowę, po czym płynąc z głową wystawioną nad powierzchnię wody mógł podpływać do ptaków i chwytać je gołymi rękoma (ptaki nie obawiały się "unoszących się" na wodzie owoców). Wszechstronne zastosowanie owoców ułatwia możliwość modyfikowania ich kształtu poprzez owijanie ich sznurem we wczesnym okresie rozwoju.
Miąższ i nasiona są wykorzystywane w medycynie ludowej jako środek moczopędny i przeczyszczający. 
Twarde i wytrzymałe drewno dzbaniwa służy do wyrobu narzędzi i uchwytów.